# Josiah Willard Gibbs
Josiah Willard Gibbs (New Haven, 11 de fevereiro de 1839 — New Haven, 28 de abril de 1903) foi um cientista americano que realizou contribuições teóricas fundamentais na física, química e matemática. Seu trabalho sobre as aplicações da termodinâmica contribuiu para transformar a química física em uma ciência dedutiva rigorosa. Junto com James Clerk Maxwell e Ludwig Boltzmann, criou a mecânica estatística (um termo que ele cunhou), explicando as leis da termodinâmica como consequências das propriedades estatísticas de grandes agregados de partículas. Gibbs também trabalhou nas aplicações das equações de Maxwell a problemas em óptica física. Como matemático, ele inventou o moderno cálculo vetorial (independentemente do cientista britânico Oliver Heaviside, que realizou um trabalho similar durante o mesmo período).
Em 1863, a Universidade Yale concedeu a Gibbs o primeiro doutorado em engenharia. Após uma residência temporária de três anos na Europa, Gibbs passou o resto de sua carreira em Yale, onde ele foi professor de física matemática de 1871 até sua morte. Trabalhando em relativo isolamento, ele se tornou o primeiro cientista teórico nos Estados Unidos a obter uma reputação internacional e foi elogiado por Albert Einstein como "a maior mente na história americana". Em 1901, Gibbs recebeu o que era então considerada a maior honra que podia ser recebida na comunidade científica internacional, a Medalha Copley da Real Sociedade de Londres, "por suas contribuições à física matemática".
Comentadores e biógrafos observaram o contraste entre a vida quieta e solitária de Gibbs na Nova Inglaterra durante a virada do século e o grande impacto internacional de suas ideias. Embora seu trabalho tenha sido quase que inteiramente teórico, o valor prático das contribuições de Gibbs tornou-se evidente com o desenvolvimento da química industrial durante a primeira metade do século XX. De acordo com Robert A. Millikan, em ciência pura Gibbs "fez pela mecânica estatística e pela termodinâmica o que Laplace fez pela mecânica celeste e Maxwell fez pela eletrodinâmica, isto é, fez de seu campo uma estrutura teórica quase completa.".

## Biografia
Gibbs estudou matemática e ciências naturais na Universidade de New Haven. Em 1863 obteve na Universidade Yale o primeiro doutorado em engenharia de uma universidade dos Estados Unidos. Foi tutor de 1863 a 1866 no Colégio de Yale. Foi então para a Europa, onde prosseguiu seus estudos em Paris, Berlim e Heidelberg. Em 1871 foi professor na Universidade Yale.
Entre 1876 e 1878 escreveu uma série de artigos com título geral sobre equilíbrio de substâncias heterogêneas, sendo uma das maiores conquistas da física do século XIX e considerado como a base da físico-química. Nestes artigos Gibbs aplicou a termodinâmica para interpretar fenômenos físico-químicos. Um dos princípios discutidos inclui a regra das fases de Gibbs. O artigo de Gibbs em termodinâmica surgiu no Transactions of the Academy Connecticut. Sobre o equilíbrio de substâncias heterogêneas 1891 era em alemão e em 1899 foi traduzido para o francês.
Gibbs também prestou serviços de excelência para a mecânica estatística, cálculo vetorial e teoria eletromagnética da luz. Seus Scientific Papers (1906) e Collected Works (1928) foram recolhidos e publicados após sua morte.
Para a análise vetorial Gibbs criou um método que simplificou significativamente desenvolvimentos matemáticos, adotando em seu tratamento avançada teórica da eletrodinâmica forte de Maxwell.
Além disso, o fenômeno de Gibbs e o paradoxo de Gibbs receberam estes nomes em sua memória.
Está sepultado no Grove Street Cemetery.